# Giasone Piccioni
Giasone Piccioni (Muccia, 27 ottobre 1923 – Roma, 15 ottobre 2002) è stato un ammiraglio italiano, capo di stato maggiore della Marina dal 1985 al 1988.

## Biografia
Entrato in Accademia nel 1941 ne è uscito come guardiamarina nel 1944; nel corso della guerra è stato imbarcato sulla corvetta Pellicano.
Come tenente di vascello ha comandato i dragamine Totano e Tellina, mentre le successive destinazioni lo hanno portato su Vittorio Veneto, Andrea Doria, Garibaldi, Duca degli Abruzzi, Carabiniere, Centauro, Gabbiano, Impetuoso e Impavido.
Ha comandato la 1ª squadriglia corvette e l'incrociatore lanciamissili Vittorio Veneto, e ha poi ricoperto l'incarico di sottocapo di stato maggiore del comando in capo della Squadra navale e del Mediterraneo centrale.
È stato promosso contrammiraglio nel 1975 ed  è stato capo del 3º reparto piani e operazioni dello stato maggiore della Marina militare italiana, ha comandato il 6º gruppo navale (formato dal cacciatorpediniere Ardito e dalla fregata Lupo) in crociera di rappresentanza intorno al mondo e ha retto il comando sommergibili fino al novembre 1981.
Successivamente è stato vice direttore generale e poi direttore generale del personale della Marina militare e capo di stato maggiore del comando in capo della Squadra navale e del Mediterraneo centrale.
In seguito è stato promosso al grado di ammiraglio di squadra ed ha assunto il comando della Squadra navale e del Mediterraneo centrale; dall'ottobre 1984 al novembre 1985 è stato quindi comandante in capo del dipartimento della Marina militare italiana del Basso Tirreno e delle Forze navali alleate del Sud Europa.
Dal 16 novembre 1985 al 31 marzo 1988 è stato infine Capo di stato maggiore della Marina, incarico nel quale ha messo fine al contenzioso con l'Aeronautica militare italiana in merito alla costituzione dell'Aviazione navale, con la legge istitutiva dell'Aviazione Navale approvata durante il suo mandato del suo successore ammiraglio Sergio Majoli.